# 글로리어스 마인드
〈글로리어스 마인드〉(일본어: グロリアス マインド 구로리아스 마인도[*], Glorious Mind)는 일본의 밴드 ZARD의 43번째 싱글 앨범이자, ZARD의 보컬 사카이 이즈미가 사망한 뒤 발매된 첫 번째 앨범이며, 2007년 12월 12일 발매되었다. (12cm CD: JBCJ-4003) 곡의 작사는 사카이 이즈미가, 작곡은 오노 아이카가, 편곡은 하야마 타케시가 맡았는데, 이 셋이 함께 A사이드 곡에 참여한것은 40번째 싱글 〈별의 반짝임이여/여름을 기다리는 돛처럼〉 이후 네 번 연속으로 이어진 것이다.
〈글로리어스 마인드〉는 2007년 8월 발매된 ZARD의 오피셜 북 《절대 잊지 않겠어요》에서 사카이의 생전에 녹음했던 마지막 노래라고 언급되었다. 책에 따르면, 이 곡은 2006년 4월 녹음되었으며, 1절의 후렴만 존재하는 상태에서 곡에 가사를 붙였다. 레코딩 엔지니어인 시마다 마사히로는 그녀의 몸 상태가 좋지 않아, 처음으로 어머니를 동반한 상태에서 녹음했고, 그날의 녹음 횟수는 단 2회 정도였다고 전한다. (이 시기는 사카이의 몸에서 자궁경부암이 발견되었던 때로 두 달 뒤에 수술을 받기도 했다.) 오피셜 북에는 이 곡의 녹음 일화와 함께 가사도 싣고 있었는데, 이것이 팬들의 반향을 불러일으켰다. 곡은 그해 10월 애니메이션 《명탐정 코난》의 오프닝 곡으로 공개되었으며, 12월 싱글로 발매되었다.
B사이드 곡은 〈찾으러 가요〉와 〈사랑을 믿고 싶어요〉인데, 이 곡들은 전부 과거에 발표했던 노래들이다. 〈찾으러 가요〉는 35번째 싱글 〈내일을 꿈꾸며〉의, 〈사랑을 믿고 싶어요〉는 20번째 싱글 〈너를 만나고 싶어지면...〉의 커플링 곡이다. 다만, 두 곡 모두 2007년에 새롭게 다시 녹음한 버전이 수록되어있으며, 편곡은 둘 다 하야마 다케시가 맡았다.
싱글은 오리콘 주간 싱글차트에서 2위에 올랐는데, 이는 〈별의 반짝임이여/여름을 기다리는 돛처럼〉 이후 2년만에 기록한, 3위권 이내의 순위이다. 또한 이 차트에서 10주 동안 순위에 머물렀다.
한편, 2007년 12월 31일에 NHK에서 방송된 《제 58회 NHK 홍백가합전》에서는 1부의 마지막 기획으로서 사카이 이즈미의 추모 기획을 마련했으며, 사카이의 PV 영상과 함께 ZARD의 곡 중에서 세 곡을 연주했다. 이 곡들은 각각 〈흔들리는 마음〉, 〈글로리어스 마인드〉, 〈지지마세요〉였다.

## 수록곡
| #             | 제목                                                    | 작사          | 작곡              | 편곡          | 재생 시간 |
| ------------- | ------------------------------------------------------- | ------------- | ----------------- | ------------- | --------- |
| 1.            | 〈글로리어스 마인드〉 (グロリアス マインド)             | 사카이 이즈미 | 오노 아이카       | 하야마 타케시 | 4:45      |
| 2.            | 〈찾으러 가요〉 (探しに行こうよ, 2007 version)          | 사카이 이즈미 | 토쿠나가 아키히토 | 하야마 타케시 | 5:26      |
| 3.            | 〈사랑을 믿고 싶어요〉 (愛を信じていたい, 2007 version) | 사카이 이즈미 | 토쿠나가 아키히토 | 하야마 타케시 | 5:09      |
| 4.            | 〈글로리어스 마인드〉 (Instrumental)                    |               |                   |               | 4:40      |
| 총 재생 시간: | 총 재생 시간:                                           | 총 재생 시간: | 총 재생 시간:     | 총 재생 시간: | 20:00     |